# Club Atlético Telmo Carbajo
Maillots
Dernière mise à jour : 9 septembre 2020.
Le Club Atlético Telmo Carbajo est un club péruvien de football basé à Callao.

## Histoire
Fondé en 1928, le CA Telmo Carbajo reprend le nom de Telmo Carbajo, footballeur et entraîneur emblématique de l'Atlético Chalaco. En 1936, il devient le premier champion de 2e division et participe pour la première fois au championnat du Pérou en 1937 mais descend rapidement en fin de saison.
Dans les années 1940, le club remonte en D1 et s'y maintient durant deux saisons d’affilée (1941-1942). Revenu en D2, le CA Telmo Carbajo y est sacré champion mais rate l'occasion de retrouver l'élite en s'inclinant face au Centro Iqueño lors du barrage de promotion-relégation (1-4, 0-4). Le club se maintient actif dans les divisions inférieures de Callao jusqu'en 1976, année où il disparaît de la circulation.
Après 40 ans d’inactivité, le CA Telmo Carbajo est réactivé fin 2016 et joue actuellement dans la ligue de district de Callao.

## Résultats sportifs

### Palmarès
- Championnat du Pérou (D2) (3) :
  - Champion : 1936, 1940 et 1943.
  - Vice-champion : 1944.

### Bilan et records
- Saisons au sein du championnat du Pérou : 3 (1937, 1941, 1942).

## Personnalités historiques du CA Telmo Carbajo

### Joueurs

#### Grands noms
Julio Ayllón, meilleur buteur du championnat du Mexique 1949-50, a évolué au sein du club dans les années 1940. Arturo Paredes et Rafael León, internationaux péruviens champions d'Amérique du Sud en 1939, ont également joué pour le club dans les années 1930 et 1940, respectivement. Enfin, Eugenio Arenaza, célèbre gardien péruvien ayant fait sa carrière au Mexique dans les années 1940 et 1950, y commença sa carrière en 1941.

### Entraîneurs

#### Liste des entraîneurs
- Francisco Sabroso (1942)
- Juan Carlos Rodríguez[3] (2017)